# Wishmaster (filme)
Wishmaster (bra: O Mestre dos Desejos; prt: O Senhor dos Desejos) é um filme de horror estadunidense, de 1997, escrito por Peter Atkins, e dirigido por Robert Kurtzman.
O filme conta com muitos atores populares de filmes de horror no elenco, como Robert Englund (Freddy Krueger, de "A Hora do Pesadelo"), Kane Hodder ("Sexta-Feira 13"), Tony Todd ("Candyman") e Ted Raimi ("Darkman").
Teve uma continuação, Wishmaster 2: Evil Never Dies (1999).
É o único filme da franquia a ser lançado primeiramente nos cinemas, e posteriormente em vídeo. Os seguintes foram diretamente em mídia doméstica.

## Sinopse
Um dos piores génios do mal, conhecido como Djinn, é desperto de seu sono milenar. Para recuperar seu reinado de horror, tudo que Djinn precisa é convencer Alex, a jovem que acidentalmente o despertou, a fazer três pedidos. Mas ela percebe rapidamente, quando faz a Djinn um pedido, que seus sonhos maus se tornam realidade. É apenas o início de pesadelos horríveis. Ela agora precisa enfrentar a terrível criatura, que está transformando o planeta num verdadeiro inferno… e descobrir o único desejo que pode libertar a humanidade!

## Elenco
- Tammy Lauren … Alexandra Amberson
- Andrew Divoff … Djinn / Nathaniel Demerest
- Robert Englund … Raymond Beaumont
- Chris Lemmon … Nick Merritt
- Wendy Benson … Shannon Amberson
- Tony Crane … Josh Aickman
- Jenny O'Hara … Wendy Derleth
- Kane Hodder … Guarda
- Tony Todd … Johnny Valentine
- Ricco Ross … Det. Nathanson
- John Byner … Doug Clegg
- George 'Buck' Flower … Indigente
- Gretchen Palmer … Ariella
- Ted Raimi … Ed Finney
- Angus Scrimm … Narrador (em inglês)